# 廷巴乌巴-杜斯巴蒂斯塔斯
廷巴乌巴-杜斯巴蒂斯塔斯是巴西北大河州的一个市镇。总面积135.45平方公里，总人口2377人，人口密度17.5人/平方公里。